# Saltos ornamentais nos Jogos Olímpicos de Verão de 2016 - Trampolim 3 m sincronizado feminino
A competição do trampolim de 3 m sincronizado feminino dos saltos ornamentais nos Jogos Olímpicos de 2016 realizou-se a 7 de agosto no Parque Aquático Maria Lenk, na Barra da Tijuca, Rio de Janeiro.

## Formato
A prova consistiu de uma fase única em que os saltadores realizaram cinco rondas de saltos sincronizados, em simultâneo. 11 jurados avaliaram a performance de cada equipe a cada ronda (seis para o salto, três por saltados; e cinco jurados avaliaram a sincronização). Só a pontuação do meio de cada saltador contou, com as três do meio a contar para a sincronização. Foi feita uma média dessas cinco pontuações, multiplicada por três e pelo grau de dificuldade da manobra. A pontuação de cada um dos seis saltos foi somada, dando o resultado final.

## Calendário
Os horários são pelo fuso de Brasília (UTC−3).
| Data                 | Hora  | Ronda |
| -------------------- | ----- | ----- |
| Domingo, 7 de agosto | 15:00 | Final |

## Medalhistas
|  | CHN China             |  | ITA Itália                       |  | AUS Austrália                  |
|  | Shi Tingmao Wu Minxia |  | Tania Cagnotto Francesca Dallapé |  | Maddison Keeney Anabelle Smith |

## Resultados
A dupla chinesa foi campeã olímpica e Wu Minxia conquistou uma medalha de ouro pela quinta Olimpíada consecutiva. Ficaram à frente das italianas, e a Austrália ficou com o bronze.
| Pos.              | Saltadoras                                       | Saltos | Saltos | Saltos | Saltos | Saltos | Total  |
| Pos.              | Saltadoras                                       | 1      | 2      | 3      | 4      | 5      | Total  |
| ----------------- | ------------------------------------------------ | ------ | ------ | ------ | ------ | ------ | ------ |
| Medalha de ouro   | CHN China Shi Tingmao Wu Minxia                  | 55.80  | 52.20  | 76.50  | 80.10  | 81.00  | 345.60 |
| Medalha de prata  | ITA Itália Tania Cagnotto Francesca Dallapé      | 51.60  | 50.40  | 71.10  | 66.03  | 74.70  | 313.83 |
| Medalha de bronze | AUS Austrália Maddison Keeney Anabelle Smith     | 48.00  | 42.00  | 70.20  | 67.89  | 71.10  | 299.19 |
| 4                 | CAN Canadá Jennifer Abel Pamela Ware             | 46.80  | 45.00  | 70.20  | 68.82  | 67.50  | 298.32 |
| 5                 | MAS Malásia Cheong Jun Hoong Nur Dhabitah Sabri  | 49.80  | 47.40  | 71.10  | 60.30  | 64.80  | 293.40 |
| 6                 | GBR Grã-Bretanha Alicia Blagg Rebecca Gallantree | 49.80  | 47.40  | 64.80  | 64.80  | 66.03  | 292.83 |
| 7                 | GER Alemanha Tina Punzel Nora Subschinski        | 48.00  | 48.00  | 60.30  | 60.45  | 67.50  | 284.25 |
| 8                 | BRA Brasil Tammy Takagi Juliana Veloso           | 45.00  | 46.20  | 59.40  | 47.70  | 60.45  | 258.75 |